# Heterachthes unituberosus
Heterachthes unituberosus là một loài bọ cánh cứng trong họ Cerambycidae.